# Posironía
La posironía o postironía (del latín post, «detrás de» o «después de»; y de ironía, a su vez procedente del griego antiguo εἰρωνεία eirōneía, «burla fina disimulada») es un término empleado para denotar una situación en la que se confunden las intenciones sinceras con las irónicas. También se puede referir, aunque no sea tan común, al retorno de la ironía a la sinceridad, de forma similar al concepto de nueva sinceridad.

## Visión general
Mientras que en la ironía posmoderna no se toman en serio las cosas, sino que están sujetas a la burla cínica y en la nueva sinceridad se toman las cosas de forma factual, despojándolas del sentido irónico, la posironía combina estos dos elementos, ya sea tomando en serio lo absurdo o creando una ambigüedad sobre si se debe interpretar algo de forma irónica. A lo largo de los años, se ha convertido en un recurso retórico de uso creciente en los tablones de imágenes como Reddit, 4chan o 8chan.

## Origen
Para el escritor estadounidense Thomas Pynchon, tal como refleja en su libro Al límite, a partir del atentado contra las Torres Gemelas en 2001, se produjo una serie de fenómenos que desembocaron en la sustitución del poder blando de la ironía posmoderna por la posironía. Se dio una mayor importancia a lo literal, y la realidad inundó los medios de masas (por ejemplo, en la forma de reality shows). Además, como consecuencia directa del citado atentado, se creó la idea del terror global y la respuesta en forma de guerra contra el terror, que impuso medidas de seguridad extremas y el control obsesivo de la población. La cultura del control también vino del lado de la explosión digital, tomando la forma de un mundo hiperconectado y sometido a una red de vigilancia global.

## Ejemplos
Algunos ejemplos citados como posirónicos son el sello discográfico británico PC Music, el grupo musical sudafricano Die Antwoord, la serie de televisión británica Garth Marenghi's Darkplace y la película de Werner Herzog Bad Lieutenant: Port of Call New Orleans. El comediante de lo absurdo Tim Heidecker representa a un hombre que vive un estilo de vida posirónico en la película The Comedy. En la literatura, David Foster Wallace ha sido descrito a menudo como el fundador de una literatura «posirónica». Sus ensayos E Unibus Pluram y Fictional Futures and the Conspicuously Young describen y desean una literatura que vaya más allá de la ironía posmoderna. Otros autores descritos como posirónicos son Dave Eggers, Tao Lin y Alex Shakar.
En el mundo hispanohablante, uno de los exponentes de la posironía es el colectivo artístico autodenominado «ultrarracionalista» Homo Velamine.